# Ligier JS39
O JS39/JS39B é o modelo da Ligier das temporadas de 1993 e 1994 da Fórmula 1.
O modelo JS39 teve como condutores: Martin Brundle e Mark Blundell em 1993 e o JS39B: Éric Bernard, Johnny Herbert, Franck Lagorce e Olivier Panis em 1994.

## Resultados[1][2]
(legenda) 
| Ano  | Chassi | Motor           | Pneus | N° | Pilotos        | 1   | 2   | 3   | 4   | 5   | 6   | 7   | 8   | 9   | 10  | 11  | 12  | 13  | 14  | 15  | 16  | Pontos | Posição |  |
| ---- | ------ | --------------- | ----- | -- | -------------- | --- | --- | --- | --- | --- | --- | --- | --- | --- | --- | --- | --- | --- | --- | --- | --- | ------ | ------- |  |
|      |        |                 |       |    |                |     |     |     |     |     |     |     |     |     |     |     |     |     |     |     |     |        |         |  |
|      |        |                 |       |    |                | RSA | BRA | EUR | SMR | ESP | MON | CAN | FRA | GBR | GER | HUN | BEL | ITA | POR | JPN | AUS |        |         |  |
| 1993 | JS39   | Renault RS5 V10 | G     | 25 | Martin Brundle | Ret | Ret | Ret | 3   | Ret | 6   | 5   | 5   | 14† | 8   | 5   | 7   | Ret | 6   | 9   | 6   | 23     | 5°      |  |
| 1993 | JS39   | Renault RS5 V10 | G     | 26 | Mark Blundell  | 3   | 5   | Ret | Ret | 7   | Ret | Ret | Ret | 7   | 3   | 7   | 11† | Ret | Ret | 7   | 9   | 23     | 5°      |  |
|      |        |                 |       |    |                |     |     |     |     |     |     |     |     |     |     |     |     |     |     |     |     |        |         |  |
|      |        |                 |       |    |                | BRA | PAC | SMR | MON | ESP | CAN | FRA | GBR | GER | HUN | BEL | ITA | POR | EUR | JPN | AUS |        |         |  |
| 1994 | JS39B  | Renault RS6 V10 | G     | 25 | Eric Bernard   | Ret | 10  | 12  | Ret | 8   | 13  | Ret | 13  | 3   | 10  | 10  | 7   | 10  |     |     |     | 13     | 6°      |  |
| 1994 | JS39B  | Renault RS6 V10 | G     | 25 | Johnny Herbert |     |     |     |     |     |     |     |     |     |     |     |     |     | 8   |     |     | 13     | 6°      |  |
| 1994 | JS39B  | Renault RS6 V10 | G     | 25 | Franck Lagorce |     |     |     |     |     |     |     |     |     |     |     |     |     |     | Ret | 11  | 13     | 6°      |  |
| 1994 | JS39B  | Renault RS6 V10 | G     | 26 | Olivier Panis  | 11  | 9   | 11  | 9   | 7   | 12  | Ret | 12  | 2   | 6   | 7   | 10  | DSQ | 9   | 11  | 5   | 13     | 6°      |  |

† Completou mais de 90% da distância da corrida.